# دائرة الأشغال العامة بالشارقة
دائرة الأشغال العامة بالشارقة هي إحدى المؤسسات الحكومية التابعة لحكومة إمارة الشارقة .
تأسست دائرة الأشغال العامة بموجب المرسوم الأميري رقم (9) لسنة 2000 م الصادر عن صاحب السمو الشيخ الدكتور سلطان بن محمد القاسمي عضو المجلس الأعلى للإتحاد الإماراتي و حاكم الشارقة في 8 أبريل 2000. دائرة الأشغال العامة بالشارقة هي كيان مستقل قانونيًا وماليًا وإداريًا ويتمتع بالقدرة الكاملة على التصرف. بالإضافة إلى المقر الرئيسي الذي يقع في مدينة الشارقة، لديها أربعة فروع أخرى في الذيد وكلباء وخورفكان ودبا الحصن.
وتتولى دائرة الأشغال العامة، ممثلة عن حكومة الشارقة، تنفيذ مشروعات البناء المدني والبنية التحتية، بما يتوافق مع الخطط الاجتماعية والاقتصادية الشاملة التي أقرها صاحب السمو حاكم الشارقة أو المجلس التنفيذي.